# Jan Cornelisz Vermeyen

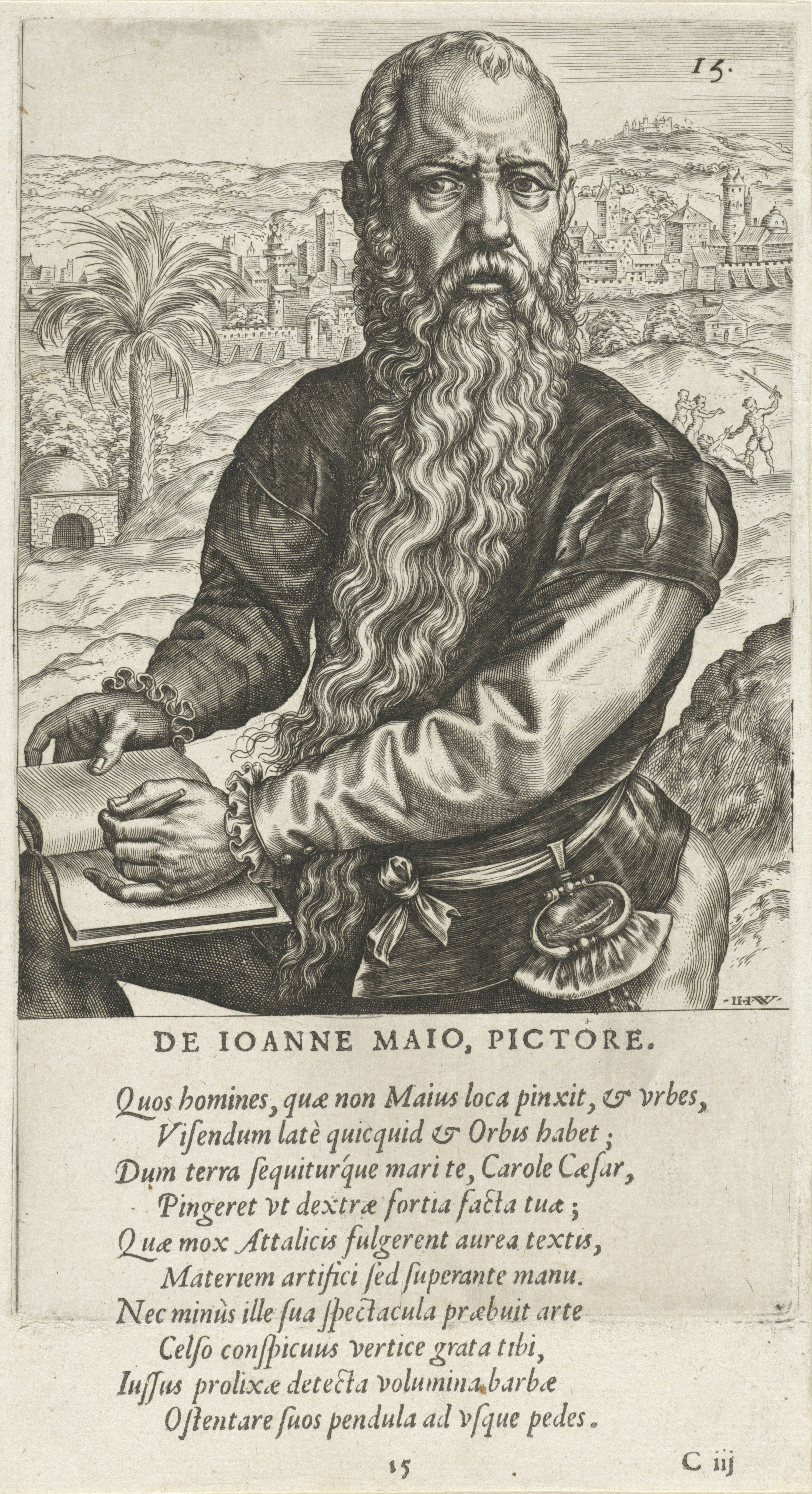
Jan Vermeyen, geportretteerd door Jan Wierix.

Jan Cornelisz Vermeyen, ook bekend als Joannes Maius en Barbalonga, (Beverwijk, ca. 1500 - Brussel, 1559) was een Nederlands schilder uit de Noordelijke renaissance.

## Biografie
Jan Vermeyen werd geboren rond het jaar 1500 in Beverwijk in Holland.  Hij ging in dienst als gezel bij Jan Gossaert. In 1525 werd Vermeyen benoemd tot hofschilder van Margaretha van Oostenrijk aan haar hof in Mechelen. Na haar dood ging hij in dienst bij keizer Karel V. Vermeyen begeleidde de keizer tijdens zijn campagne naar Tunis. Door deze reis bouwde hij een goede relatie op aan het hof en verkreeg hij de opdracht van de landvoogdes Maria van Hongarije om enkele wandtapijten te ontwerpen waaronder de reeks wandtapijten over de verovering van Tunis door keizer Karel V die werd uitgevoerd in het Brusselse weversatelier van Willem de Pannemaker. Tijdens zijn werk aan de verschillende Habsburgse hoven bouwde hij een goede vriendschap op met Jan van Scorel.
Hij was de vader van de goudsmid Jan Vermeyen.

## Geselecteerde werken

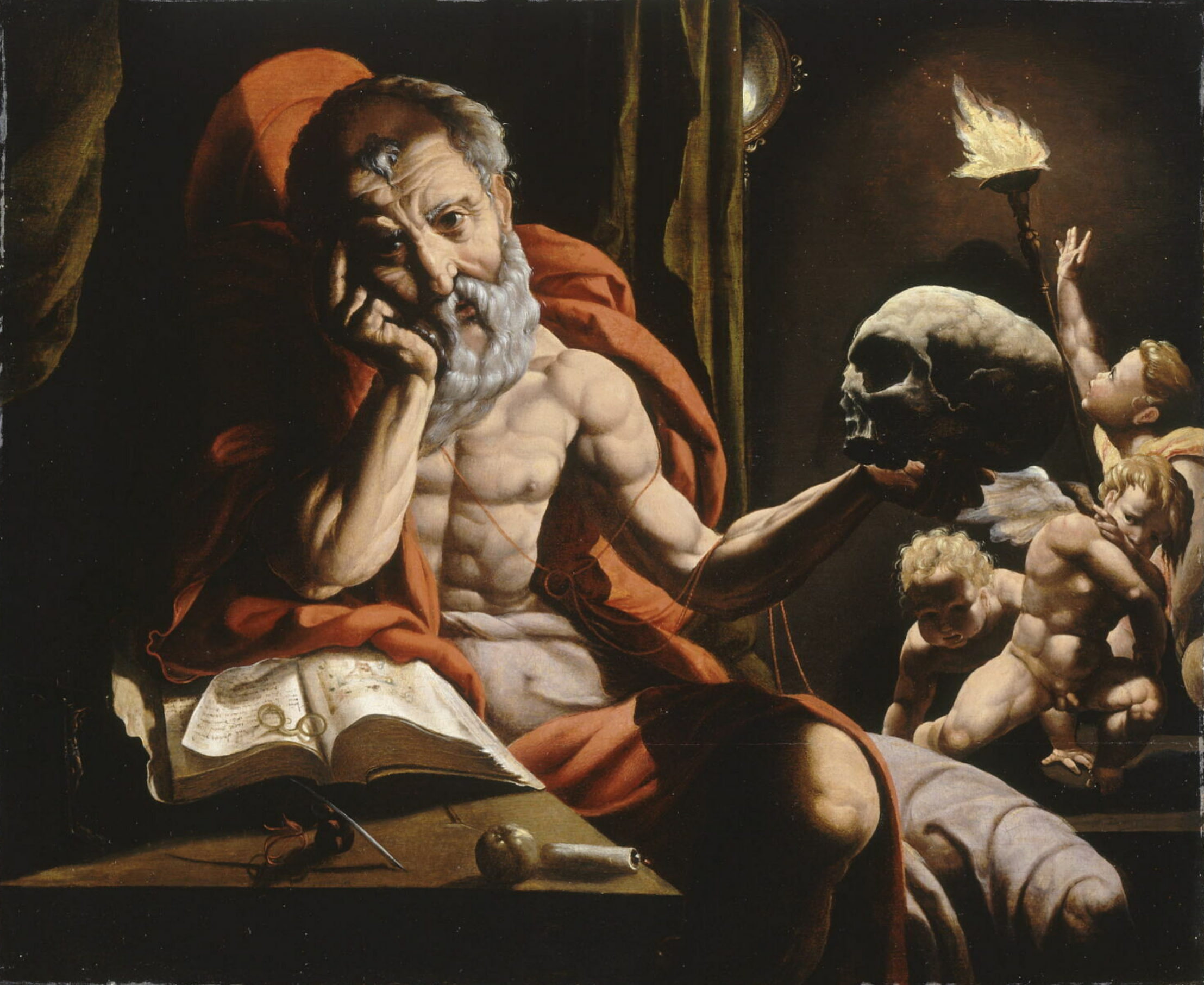
Mediterende Hieronymus, c, 1525-1530, Louvre
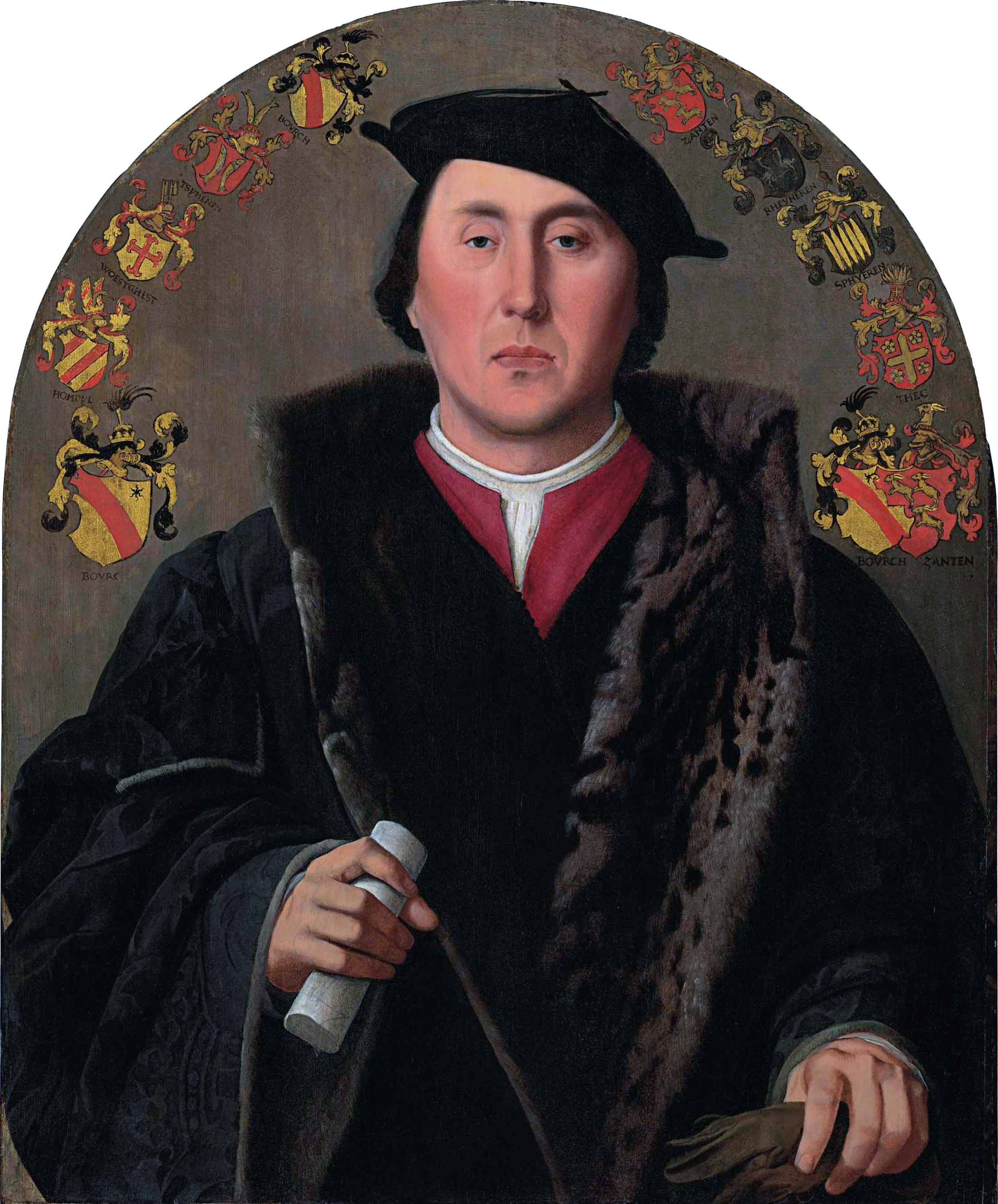
Portret van Joost Aemsz. Van der Burch, 1541, The Phoebus Foundation
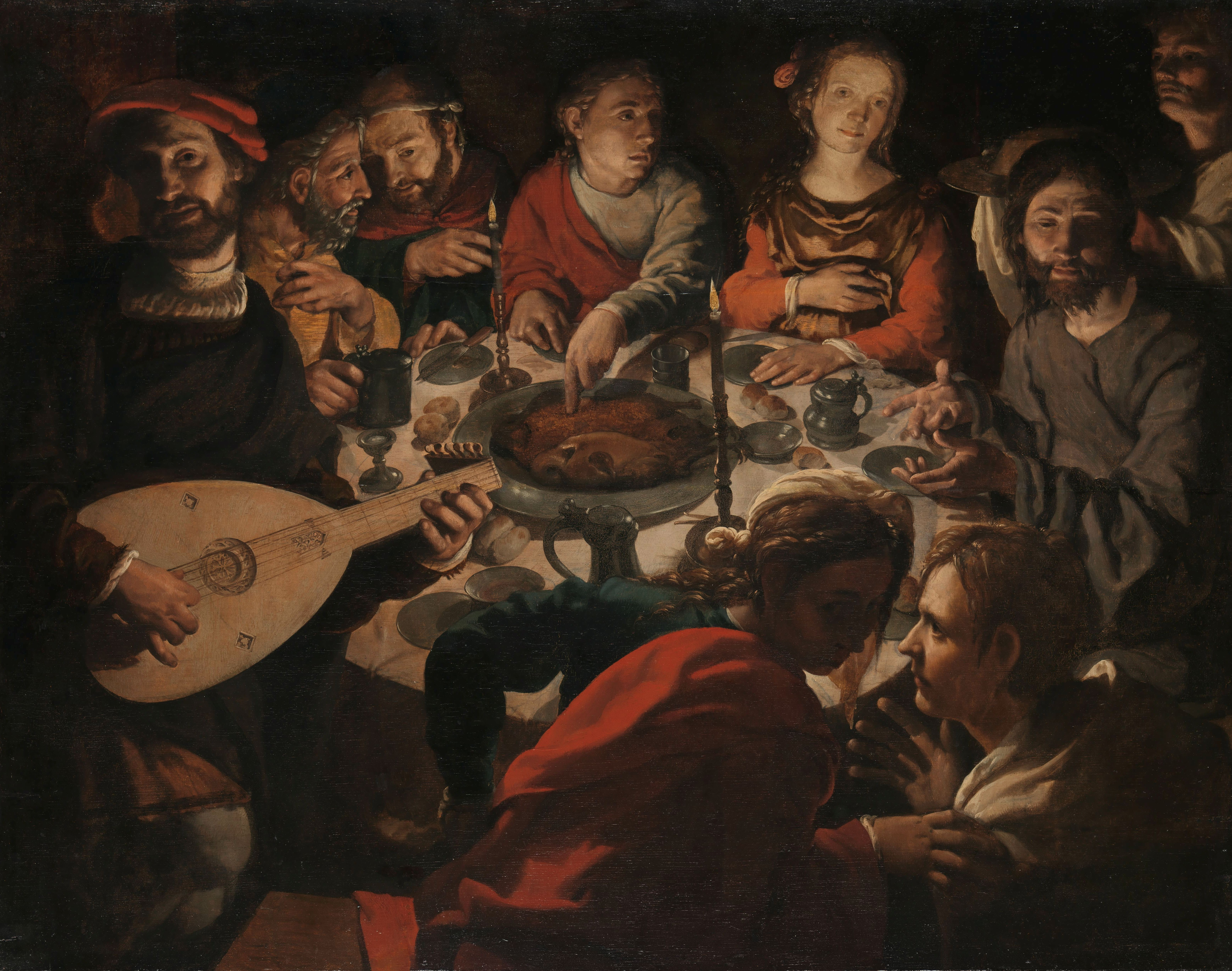
De bruiloft in Kana, c. 1531, Rijksmuseum
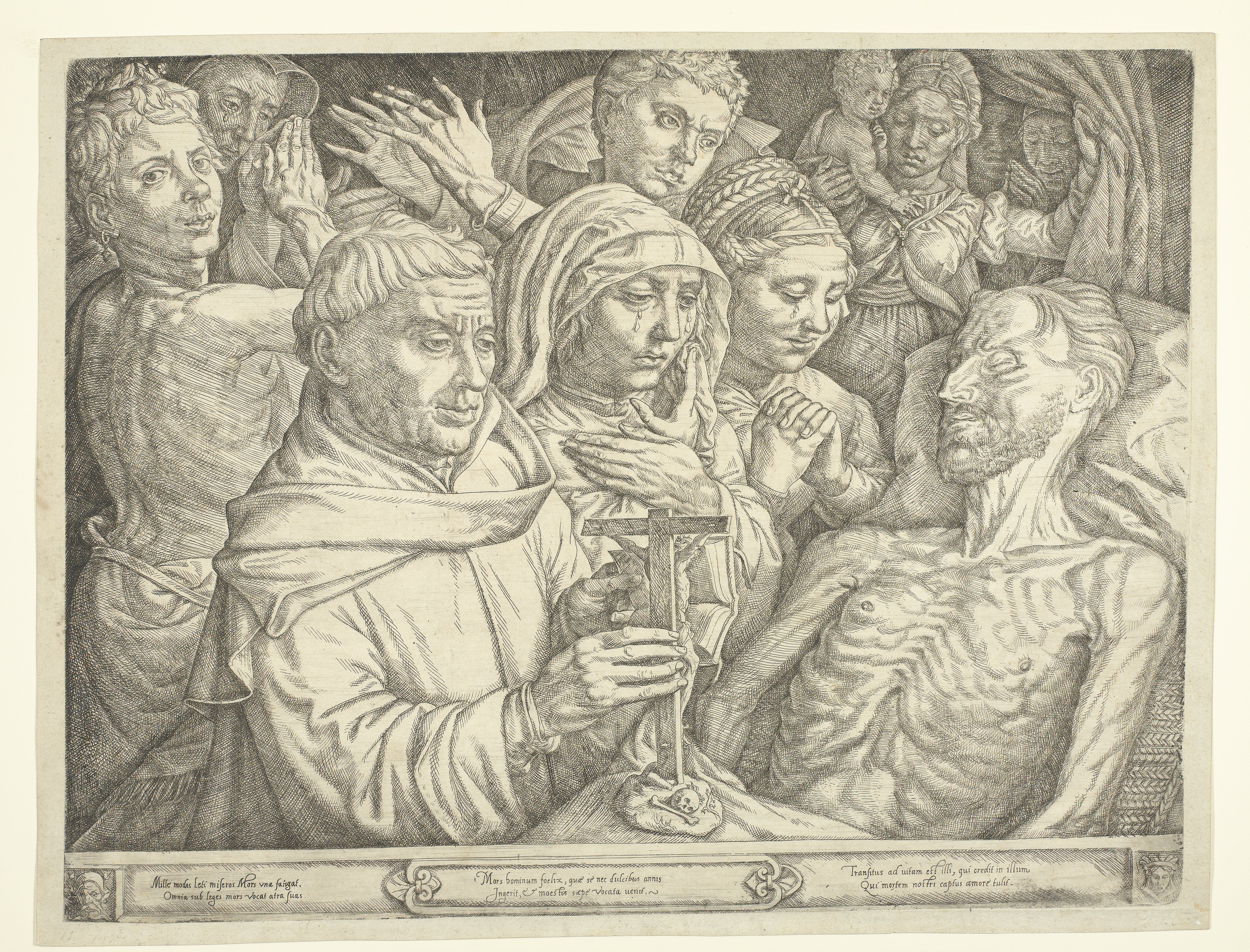
Het Laatste Sacrament
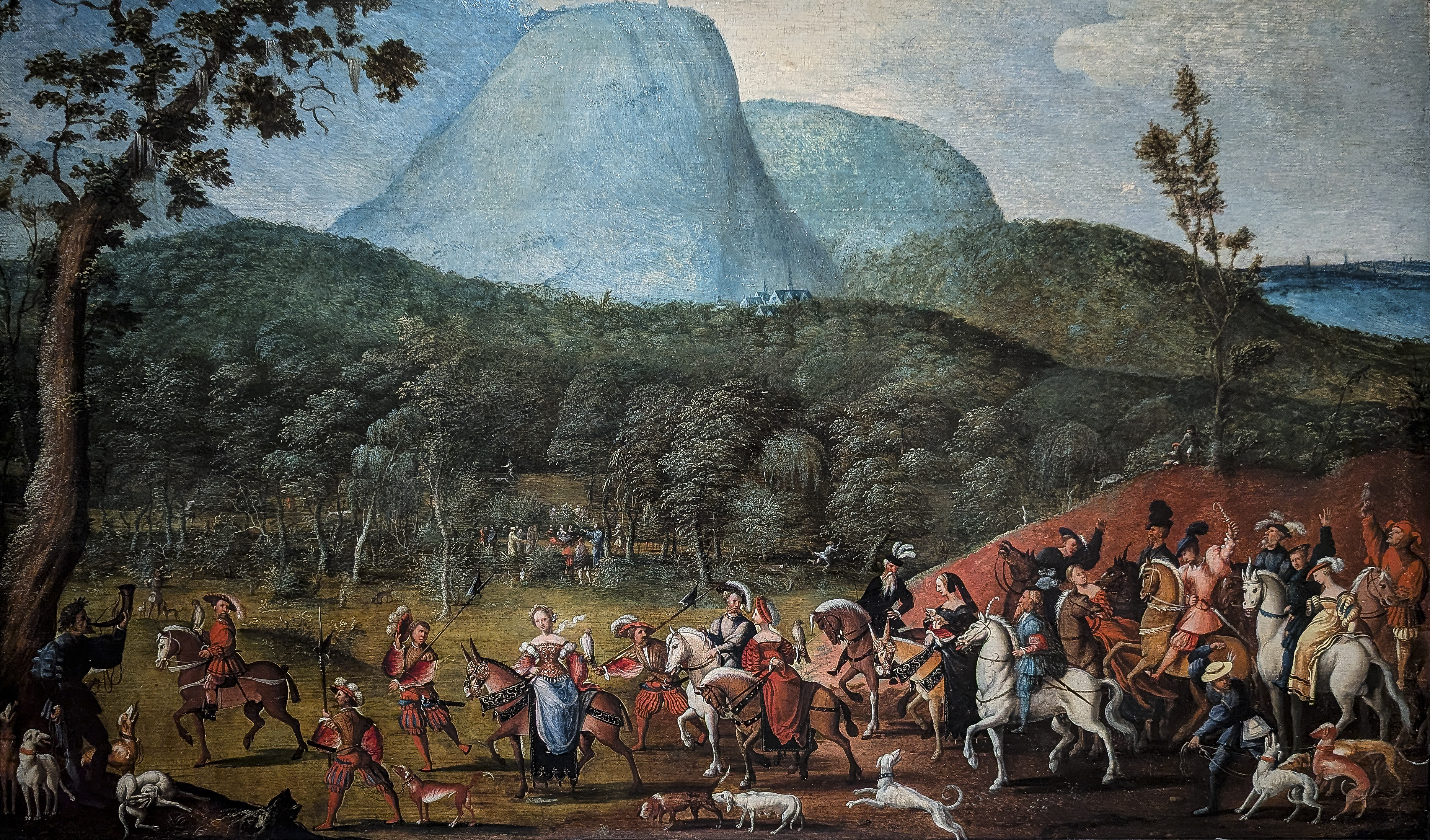
Valkenjacht